# هيمنة الإستروجين
هيمنة الإستروجين هي نظرية عن حالة من التمثيل الغذائي يفوق فيها مستوى هرمون الإستروجين مستوى البروجسترون في الجسم. يُذكر أنَّ هذا الأمر يحصل نتيجةً لانخفاضٍ في هرمون البروجسترون دون انخفاض تالٍ في هرمون الاستروجين.
اقترح هذه النظرية جون آر لي وفيرجينيا هوبكنز في كتابهما الصادر عام 1996 بعنوان «ما قد لا يخبرك به طبيبك عن سن اليأس: كتاب الاختراق عن البروجسترون الطبيعي» (بالإنجليزية: What Your Doctor May Not Tell You About Menopause: The Breakthrough Book on Natural Progesterone)‏. انتقد هذا الكتاب العلاج ببدائل الاستروجين واقترح استخدام «البروجسترون الطبيعي» للنساء في سن اليأس من أجل تخفيف مجموعة متنوعة من الأعراض. تعرضت نظريات لي لانتقادات بسبب عدم دعمها بشكل كافٍ من خلال العلم، لأنها تستند بشكل أساسي إلى أدلة غير مؤكدة مع عدم وجود بحث صارم لدعمها.